# Partido Popular Nacional Alemão
O Partido Popular Nacional Alemão (em alemão:  Deutschnationale Volkspartei, DNVP) foi um movimento político conservador-nacional da Alemanha durante a República Weimar. Antes da ascensão do Partido Nazista, foi o principal partido conservador e pangermânico em território alemão. Foi uma aliança entre elementos nationalistas, monarquistas reacionários, völkischs e antissemitas da sociedade alemã da época, apoiados pelo Alldeutscher Verband e outros movimentos de extrema-direita.
Fundado em Novembro de 1918, o DNVP foi a junção de diversos movimentos e partidos de direita que pretendiam a restauração monárquica na Alemanha. O partido adoptou uma retórica fortemente nacionalista, sendo um firme opositor à República de Weimar e, acima de tudo, ao Tratado de Versalhes, apelidando os signatários do tratado como traidores e uma desgraça para a nação alemã.
Apesar de terem havido esforços para o partido moderar a sua retórica no início da década de 1920, com a ascensão o DNVP reafirmou-se como um partido claramente nacionalista, monárquico e fazendo campanha contra os judeus. Tal alinhamento ideológico, tornou o DNVP um firme aliado do Partido Nazi, apoiando a chegada ao poder de Adolf Hitler em 1933.
Com a ascensão do nazismo na Alemanha, muitos ex-membros do DNVP fizeram carreira no regime nazi como Friedrich Jeckeln, Kurt Blome, entre outros. Porém, uma facção importante de membros do partido juntaram-se à oposição alemã antinazi com muitos dos seus simpatizantes a apoiarem o falhado Atentado de 20 de Julho para matar Hitler, forçar a queda do nazismo e apontar um novo governo para assinar um tratado de paz que iria ser liderado por Carl Friedrich Goerdeler, membro do DNVP.

## Resultados eleitorais

### Eleições legislativas
| Data    | CI. | Votos     | %            | +/- | Deputados | +/- | Status   |
| ------- | --- | --------- | ------------ | --- | --------- | --- | -------- |
| 1919    | 4.º | 3 121 479 | 10,3 / 100,0 |     | 44 / 459  |     | Oposição |
| 1920    | 3.º | 4 249 100 | 15,1 / 100,0 | 4,8 | 71 / 459  | 27  | Oposição |
| 05/1924 | 2.º | 5 696 475 | 19,5 / 100,0 | 4,4 | 95 / 472  | 24  | Oposição |
| 12/1924 | 2.º | 6 205 803 | 20,5 / 100,0 | 1,0 | 103 / 493 | 8   | Oposição |
| 1928    | 2.º | 4 381 563 | 14,2 / 100,0 | 6,3 | 73 / 491  | 30  | Oposição |
| 1930    | 5.º | 2 457 686 | 7,0 / 100,0  | 7,2 | 41 / 577  | 32  | Oposição |
| 07/1932 | 5.º | 2 178 024 | 5,9 / 100,0  | 1,1 | 37 / 606  | 4   | Governo  |
| 11/1932 | 5.º | 2 959 053 | 8,3 / 100,0  | 2,4 | 51 / 584  | 14  | Governo  |
| 03/1933 | 5.º | 3 136 760 | 8,0 / 100,0  | 0,3 | 52 / 647  | 1   | Governo  |

## Presidentes
- 1918–1924 Oskar Hergt (1869–1967)
- 1924–1928 Kuno Graf von Westarp (1864–1945)
- 1928–1933 Alfred Hugenberg (1865–1951)